# 赦罪の主日
赦罪の主日（しゃざいのしゅじつ、ロシア語：Прощёное воскресенье、英語：Sunday of Forgiveness）とは正教会における大斎（おおものいみ）前の準備の期間の最後の主日（日曜日）の呼び名であり、赦罪の晩課が行われる主日である。謝罪の主日とも。

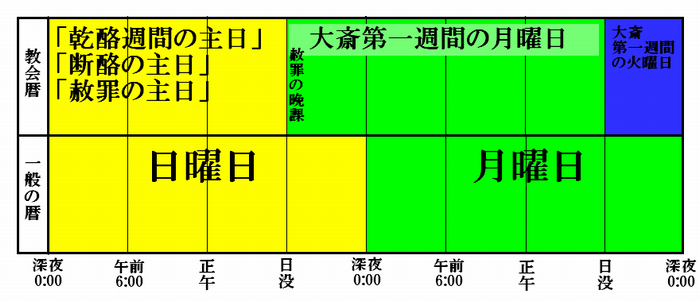
教会暦における赦罪の晩課の図解。教会暦は日没を一日の区切りとしている。従って大斎に準備する期間は断酪の主日にあたる日曜日の日没に終結し、大斎は日曜日の日没以降に始まる。

## 呼称・概要

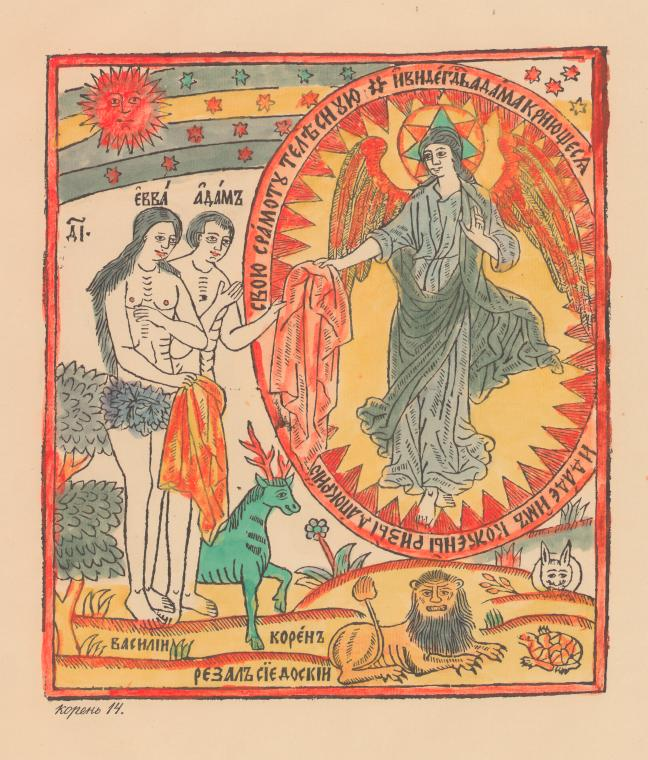
17世紀末にロシアで描かれた、アダムとエヴァの楽園からの放逐。

該当する主日（日曜日）に対しては、日本正教会発行の教会暦では乾酪週間の主日、断酪の主日といった呼称が記載されているが、赦罪の主日という呼び名も日本正教会で行われている。
「乾酪週間の主日」「断酪の主日」とは、乾酪類（酪農製品）・卵をこの日から復活大祭の日まで断つ事に名の由来がある。正教徒はこの日より肉類・乳製品・卵・魚類を断ち、祈りを増やし、身体的にも精神的にも節制を行い、自らの心身の修養に努める（但し節制する食品の品目については教区の伝統と教導方針により、地域差・個人差がある）。こうした心身の修養を「斎（ものいみ）」と呼ぶが、特に復活大祭まで自らを備える斎の事を「大斎（おおものいみ）」と呼ぶ。
コリントの信徒への手紙一6章19節において肉体が聖神゜（聖霊）の宮とされている事に基づき、正教会においては心身の結び付きが強調され、断食の伝統を今も大切に守っている。
「赦罪の主日」とは、赦罪の晩課がこの主日の夕刻に行われる事に由来する名である。この赦罪の晩課において正教徒は抱擁し合い、互いの罪を赦し合う（赦罪の晩課については後述）。
この主日のテーマは「アダムとエヴァの楽園からの放逐」の記憶と「赦し合い」である。楽園からの放逐をアダムとエヴァに限定する事無く自らのものとして捉え、自らの罪を悔い改め、ハリストス（キリスト）の苦難を思い起こしつつ、信徒同士の「赦し合い」に始まる楽園への帰還の道のりを、復活への希望とともに歩み始める主日と位置付けられている。

### 教会暦との関係

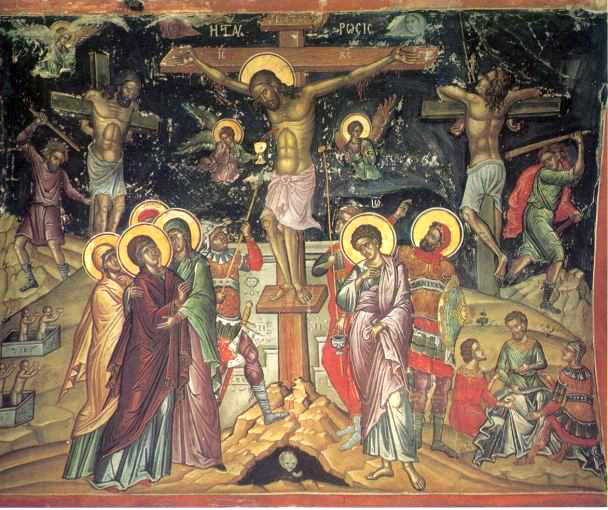
クレタのセオファニスによって16世紀に描かれた、ハリストス（キリスト）の磔刑とそれを見守る人々が描かれた正教会のイコン。罪状書きと足台、そして二人の盗賊も描き込まれており、正教会における伝承を忠実に反映している。アトス山のスタヴロニキタ修道院所蔵。

正教会（のみならずキリスト教の多くの諸教派も同様であるが）の教会暦において、日没が一日の区切りとなる。従って日没に行われる奉神礼である晩課は翌日の始まりと位置付けられる。
該当する「断酪の主日」も教会暦上は日没までであるが、正教会にも一般の暦と同様に深夜までを「主日」と数える表記は存在するため、日曜日全体を「赦罪の主日」と呼ぶ表記も行われている。
教会の伝統上は、ハリストスの復活を記念する主日は土曜日の日没から日曜日の日没までなのであり、祈祷内容・精神的意義付けとしても土曜日の日没から日曜日の日没までに行われる奉神礼に救世主の復活に関る祈祷文が当てられているのであるが、祈祷書などには便宜的に、日曜日の夜に行われる奉神礼（つまり教会暦上も内容上も「月曜日」の奉神礼）の頁に「主日の晩課」といった表記がなされている。これらの表記については混乱しやすく注意を要する。

## 赦罪の晩課
赦罪の主日の夕刻に行われる奉神礼である赦罪の晩課を以て正教会の大斎が開始される。
赦罪の晩課の最中に聖堂内の布類・蝋燭入れのグラス類が交換され、聖堂内は黒・紫色を基調とした色彩に統一される。この赦罪の晩課から毎晩、シリアの聖エフレムによる「聖エフレムの祝文」が唱えられるようになり、これ以降、エフレムの祝文は大斎の間に頻繁に唱えられる（ただし大斎準備週間である乾酪週間火曜日にエフレムの祝文が最初に唱えられる箇所が設定されており、赦罪の晩課が最初に唱えられる日ではない）。
赦罪の晩課の終わりに、聖職者も含めた信徒一同は順に抱擁し合い、互いの罪を赦し合う。
これは山上の垂訓に含まれる、マタイによる福音書6章14節にあるハリストスの言葉に基づいている。ここでハリストスは他者の罪を赦す事が神からの赦しを得るのに必要である事を教えている。この該当箇所は断食について語られる部分の直前に当たっており、斎についての教えと密接な結び付きを持つものとして正教会では捉えられている。赦罪の主日の聖体礼儀で詠まれる福音書の箇所はまさにマタイによる福音書6章14節から21節までである。
それゆえに正教会では互いの罪を赦し合い、ひとり個人で斎を行うことなく、仲間とともに斎を行う事を教えている。隣人との和解が、真の斎・真実の悔い改め・神との和解に不可欠であること、斎には愛が不可欠であり、愛の無い斎は悪魔の斎とされることが教えられる。
赦罪の晩課における赦し合いの抱擁は、これらの伝統的理解の結果として、正教会において継続されている。

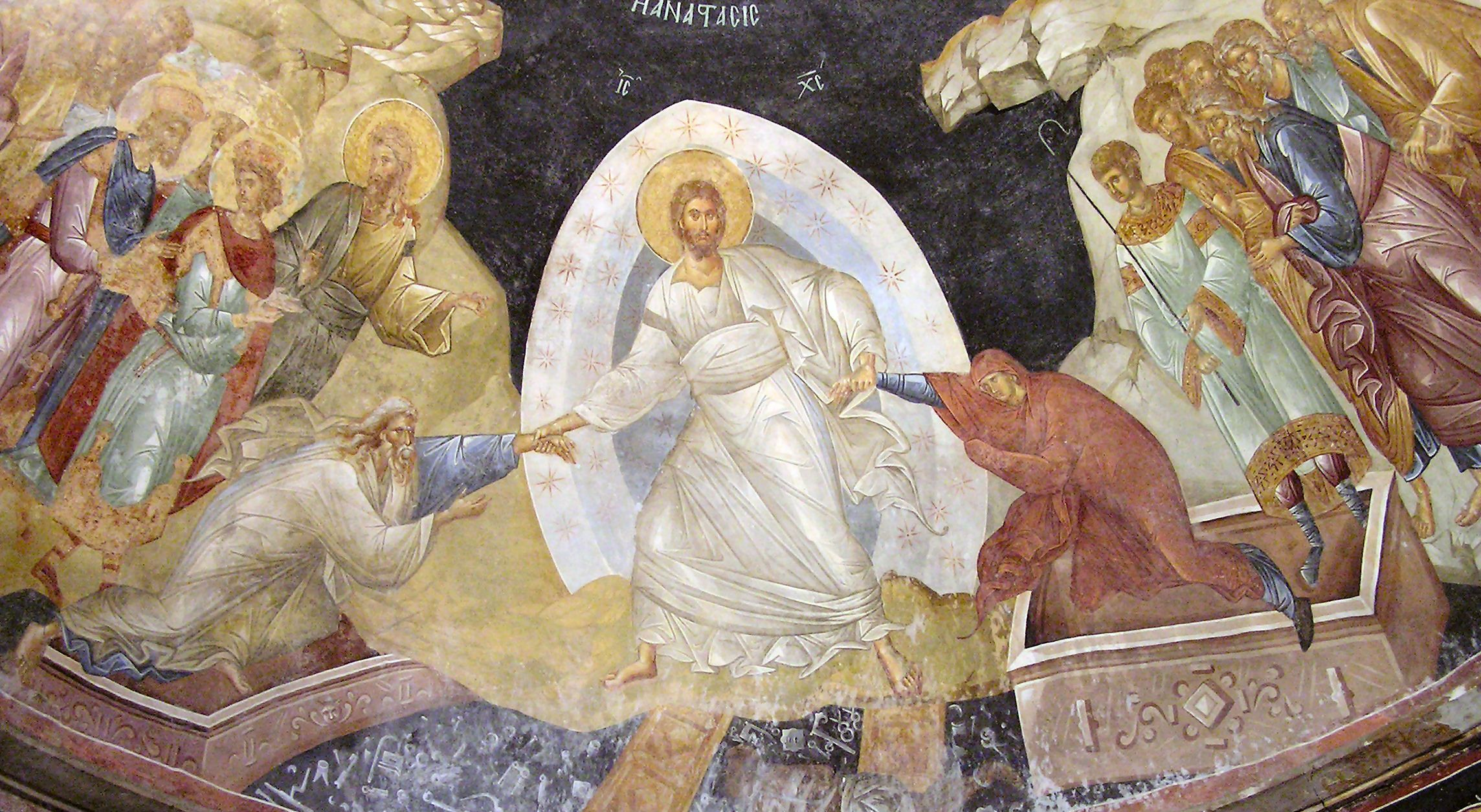
フレスコ画イコン『主の復活』。現在はカーリエ博物館となっている、ホーラ（コーラ）修道院の聖堂内にある。主ハリストス（キリスト）がアダムとエヴァの手を取り、地獄から引き上げる情景を描いたもの。旧約の時代の人々にまで遡って復活の生命が主・神であるハリストスによって人類に与えられたという『ハリストスの地獄降り』と呼ばれる正教会の伝承に基づいている。

この後の斎については「喜ばしく行う」事が教えられている。正教会の信徒にとり心身の修養期間である大斎は、復活・楽園への帰還への希望によって行われる旅であるとされているからである。この「旅」の目的は、救世主の苦難と勝利の過ぎ越しであるとされている。
このようにして、復活大祭への準備の期間が始まるのが赦罪の主日である。